# Дальний (Самарская область)
Дальний — посёлок в Алексеевском районе Самарской области России. Входит в состав сельского поселения Герасимовка.

## География
Посёлок находится в юго-восточной части Самарской области, в пределах возвышенности Общий Сырт, в степной зоне, к югу от автодороги М5, на расстоянии примерно 22 километров (по прямой) к северо-востоку от села Алексеевки, административного центра района. Абсолютная высота — 165 метров над уровнем моря.
Часовой пояс
Посёлок Дальний, как и вся Самарская область, находится в часовой зоне МСК+1. Смещение применяемого времени относительно UTC составляет +4:00.

## Население
| 1986 | 2002 | 2010 | 2014 | 2015 |
| ---- | ---- | ---- | ---- | ---- |
| 215  | ↗305 | ↘288 | ↗304 | ↘301 |

Половой состав
По данным Всероссийской переписи населения 2010 года в гендерной структуре населения мужчины составляли 46,5 %, женщины — соответственно 53,5 %.
Национальный состав
Согласно результатам переписи 2002 года, в национальной структуре населения русские составляли 88 % из 305 чел.